# 布热津卡
布热津卡（[bʐɛˈʑiŋka]），德語譯稱為比克瑙（德語：Birkenau），是波蘭南部小波蘭省奧斯威辛縣奧斯威辛市镇的村落，距離縣治奧斯威辛大約 3 公里。
布热津卡的名稱源起樺樹的波蘭語brzoza。1385年的文獻首度提及該村。該村初屬奧斯威辛公國，1327年公國成為波希米亞王國屬下的采邑。1457年奧斯威辛公爵同意將公國售予波蘭王國，該年2月21日的文獻紀錄了布热津卡村。
1564年，奧斯威辛公國正式成為波蘭西里西亞縣的一部份，至1772年隨第一次瓜分波蘭而成為奧地利屬下的加里西亞王國領土。1918年隨著德奧俄皆於一戰戰敗，波蘭復國，奧斯威辛及布热津卡重新成為波蘭領土。二戰期間納粹德國吞併奧斯威辛一帶，並在此建立奧斯威辛集中營進行對猶太人、羅曼人及其他民族的大屠殺，其中布热津卡是設有毒氣室的滅絕營所在地。納粹德國戰敗後，波蘭重新接管此地，並將位於該村的滅絕營（奧斯威辛二號營）與相鄰的奧斯威辛一號營保留作為博物館，紀念大屠殺的死難者。